# 圣卡特莱娜-瓦弗尔
圣卡特莱娜-瓦弗尔（荷蘭語：Sint-Katelijne-Waver，荷蘭語發音：[sɪnt kaːtəˌlɛi̯nə ˈʋaːvər]，法語發音：[wavʁ sɛ̃t katʁin]）是比利时弗拉芒大區安特衛普省梅赫倫區的一个市镇，通行荷蘭語，是弗拉芒社群的一部分，面积36.12平方千米，人口20,870人（2018年1月1日）。